# Darmschleimhaut

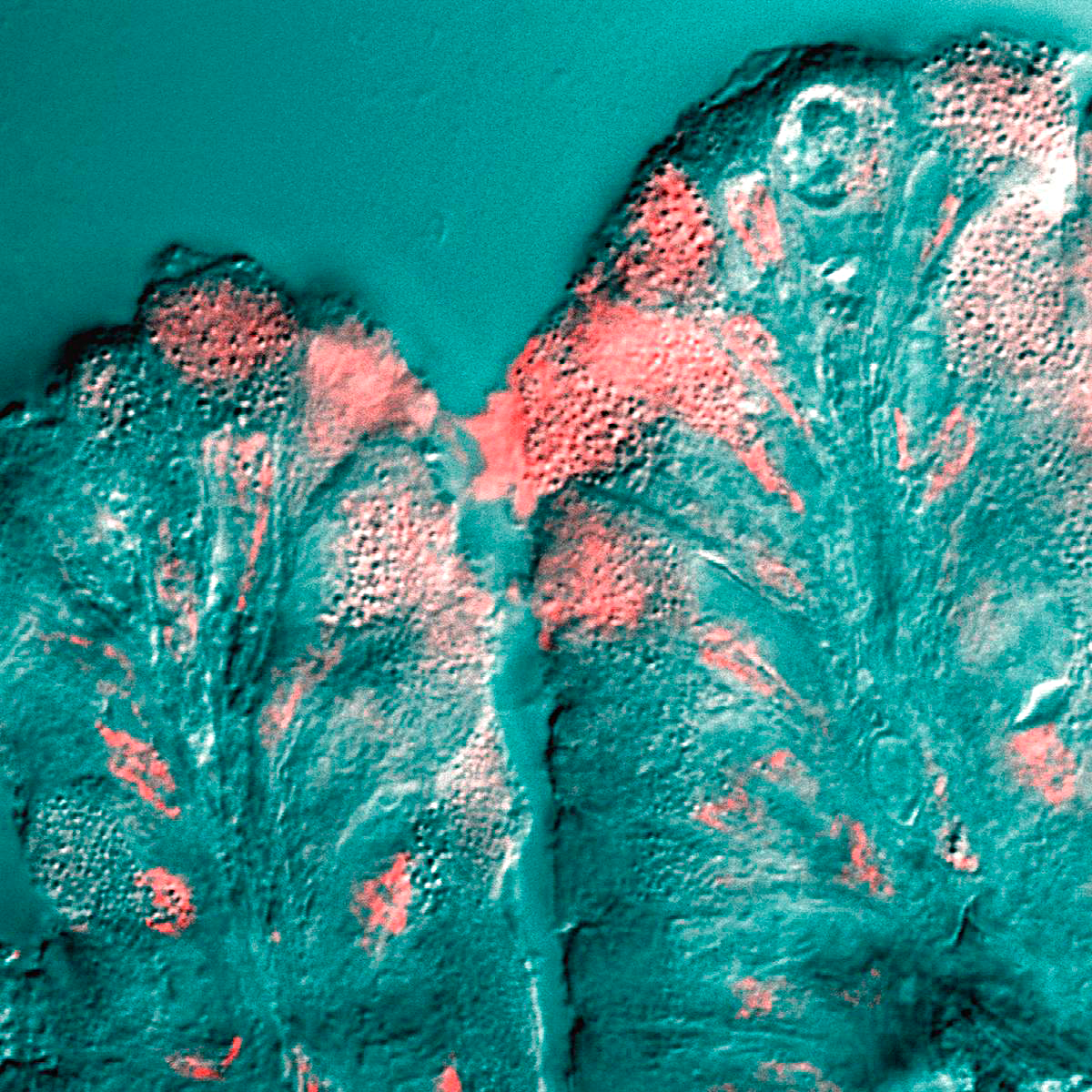
Darmschleimhaut-Zellen, vergrößert. Abgesonderter Schleim ist durch rosa Färbung sichtbar gemacht

Die Darmschleimhaut (oder Darmmukosa) ist die innere Auskleidung des Darmes.
Sie enthält Drüsen zur Bildung von Darmsaft, bestimmte Enzyme zur Spaltung von Nährstoffen, Zellen zur Aufnahme der Nährstoffe aus dem Darm ins Blut und Zellen zur Abwehr von Krankheitserregern.

## Aufbau
Die Darmschleimhaut (Tunica mucosa) ist aus einer Epitheldecke mit einschichtigem Zylinderepithel (Lamina epithelialis mucosae), einer zarten Bindegewebsschicht (Lamina propria mucosae) und einer feinen Muskelschicht (Lamina muscularis mucosae) aufgebaut. Zur Oberflächenvergrößerung besitzen die Epithelzellen einen sogenannten Bürstensaum (Mikrovilli), der zum Schutz vor der Selbstverdauung von einer Glykokalyx umgeben ist. Man nennt die Darmepithelzellen auch Enterozyten oder Saumzellen.
Das Darmepithel ist mit
- der aus Kohlenhydratfilamenten bestehenden Glykokalyx,
- Verdauungsenzymen (Glykoproteine)
- sowie mit in der Membran lokalisierten Transportsystemen

ausgestattet.
Unterhalb der Schleimhaut liegt mit der Tela submucosa eine lockere Bindegewebsschicht, durch die die Schleimhaut gegenüber der darunterliegenden Darmwand verschiebbar ist. Sie enthält zudem größere Blutgefäße, Nervenfaserbündel, Nerven und Ganglien (Plexus submucosus).

## Funktion
Über die Darmschleimhaut werden die durch Enzymwirkung aufgeschlossenen Nahrungsbestandteile (im Dünndarm) und Wasser aus dem Darminhalt (im Dickdarm) resorbiert. Außerdem werden Sekrete, die von Drüsenzellen in der Darmschleimhaut gebildet werden, in das Darmlumen abgegeben.

## Belege
1. 1 2  Matthias Starck: Darmtrakt. In: W. Westheide und R. Rieger: Spezielle Zoologie. Teil 2. Wirbel- oder Schädeltiere. Spektrum, München 2004, ISBN 3-8274-0307-3, S. 151.